# Алексєєв Володимир Геннадійович
Володимир Геннадійович Алексєєв — український проросійський політик. Народився 16 жовтня 1953 в Харкові. Член Партії регіонів.

## Життєпис
З 1971 по 1976 рік — студент Харківського інституту інженерів транспорту.
З серпня по жовтень 1976 року — науковий співробітник Харківського інституту інженерів транспорту.
1976–1977 — служба в Збройних силах.
З грудня 1977 по травень 1994 — науковий співробітник, викладач Харківського інституту інженерів транспорту.
З червня 2006 року — голова Тимчасової контрольної комісії обласної ради з питань сприяння застосуванню норм європейського законодавства.
Має Перший ранг державного службовця. Перебуває в резерві Головного управління Державної служби України.

## Політична діяльність
В обох скликаннях Верховної Ради України представляв мажоритарний округ у Харкові.
З 1994 по 1998 — Народний депутат України 2-го скликання.
З 1998 по 2002 — Народний депутат України 3-го скликання від виборчого округу № 172. Заступник Голови Комітету з питань свободи слова та інформації.
26 березня 2006 обраний депутатом Харківської обласної ради.
У 2010 році знову переобрано депутатом Харківської обласної ради. У VI скликанні Харківської обласної ради був членом Комісії з питань розвитку місцевого самоврядування, адміністративно-територіального устрою, регламенту, етики та депутатської діяльності.
У 2006—2014 роках — член Партії регіонів.
У 2014 році засудив зміну влади в Україні.

## Нагороди
Нагороджений:
- орденом Української православної церкви «Різдво Христове»,
- пам'ятним нагрудним знаком «За мужність та любов до Вітчизни» Міжнародного громадського фонду ім. Г. К. Жукова,
- почесним нагрудним знаком Союзу Чорнобиль України «За гуманізм».

## Громадська робота
З 1997 р. по теперішній час — Президент, член Президії Всеукраїнської асоціації операторів кабельного телебачення та телеінформаційних мереж, є членом Правління Фонду підтримки російської культури в Україні.